# Blair Peach
Pour les articles homonymes, voir Peach.
Clement Blair Peach (25 mars 1946 - 23 avril 1979) est un enseignant néo-zélandais mort à Londres pendant une manifestation contre le racisme.

## Histoire
Militant contre l'extrême droite, Blair Peach est assommé en avril 1979 pendant une manifestation de l'Anti-Nazi League contre un rassemblement politique du Front national britannique à Southall, un district du South London.
Il meurt à l'hôpital le lendemain, des suites de blessures à la tête. Quatorze témoins déclarèrent avoir vu des membres du Special Patrol Group (SPG), division de la Metropolitan Police Service (MPS), frapper Blair Peach. Une enquête menée par le commandant John Cass conclut que Peach avait été tué par l'un des six officiers du SPG et que les autres avaient conservé le silence pour entraver son enquête. Un jury d'enquête émit un verdict de mort accidentelle (« death by misadventure ») en mai 1980. Celia Stubbs, sa compagne, continua de militer pendant plusieurs années pour qu'une enquête publique soit ouverte. En 1989, le MPS parvint à un accord avec le frère de Blair Peach. Les rapports du MPS sur la mort de ce dernier ont été publiés le 27 avril 2010.
Quelques jours après sa mort, 10 000 personnes marchèrent à l'endroit où il s'écroula. Le Dominion Cinema à Southall, maintenant démoli, où son corps reposait, fut visité par 8 000 Sikhs le jour anniversaire de ses funérailles. Le jour de ses funérailles, 51 jours après son décès, 10 000 personnes se présentèrent pour honorer sa mémoire. Les réactions du public, l'émergence de tensions raciales et le recours fréquent, par la police, aux droits conférés par la controversée Sus law, menèrent à l'émeute de Brixton de 1981 et à une enquête publique.
Dans le morceau Reggae fi Peach, issu de son album Bass Culture, le chanteur et poète Linton Kwesi Johnson rend hommage à Blair Peach, et dénonce l'implication des forces de l'ordre dans sa mort.